# Atletica leggera ai Giochi della XXIII Olimpiade - 1500 metri piani femminili
I 1500 metri piani hanno fatto parte del programma femminile di atletica leggera ai Giochi della XXIII Olimpiade. La competizione si è svolta nei giorni 9-11 agosto 1984 al «Memorial Coliseum» di Los Angeles.

## Assenti a causa del boicottaggio
Nota: le prestazioni, ove non indicato, sono state ottenute nell'anno olimpico.
| Primatista mondiale e campionessa olimpica | 3'52"47 3'56"6 | 1980      | Tat'jana Kazankina   |
| Prima delle sovietiche                     | 3'59"84        | 24 giugno | Ravilja Agletdinova  |
| Seconda delle sovietiche                   | 4'00"50        | 20 luglio | Zamira Zaytseva      |
| Terza delle sovietiche                     | 4'00"56        | 24 giugno | Ekaterina Podkopaeva |

## La gara
Il lotto delle partenti non è di livello assoluto. La campionessa mondiale, Mary Decker, non si è iscritta perché ha puntato tutto sui 3000. C'è la coppia delle romene Doina Melinte e Maricica Puică, con quest'ultima favorita per due motivi: 1) È primatista mondiale stagionale sulla distanza, 3'57"22; 2) È fresca vincitrice dei 3000.

Chi conduce la finale con una tattica perfetta, invece, è la nostra Gabriella Dorio: dopo 600 metri avvia una progressione che spezza il gruppo. Lo scopo è stanare le romene perché si portino in testa. Accade proprio così: Doina Melinte passa in testa all'ultimo giro, la Dorio la fa passare, le resta in scia e poi la infilza nel finale.

## Risultati

### Turni eliminatori
| 2 Semifinali | 9 agosto  | 22 partenti    | Si qualificano le prime 6. |
| Finale       | 11 agosto | 12 concorrenti |                            |

### Finale
Stadio «Memorial Coliseum», sabato 11 agosto.
| Pos | Paese   | Atleta          | Tempo   |
| --- | ------- | --------------- | ------- |
|     | Italia  | Gabriella Dorio | 4'03”25 |
|     | Romania | Doina Melinte   | 4'03”76 |
|     | Romania | Maricica Puică  | 4'04”15 |